# Na'ashjéii Asdzáá
Na'ashjéii Asdzáá (Na ashje'ii 'Asdzáá; Spider Woman), Žena pauk jedno je od najvažnijih božanstava tradicionalne Navaho religije. Za razliku od bake pauka (Koyangwuti, Kokyangwuti) kod Hopija, žena pauk Navajoa ne smatra se stvoriteljem ljudi, ali je njihov stalni pomagač i dobročinitelj. Žena pauk bila je savjetnica herojskih blizanaca Ubojice čudovišta (Naayéé’neizghání) i Rođen za vodu (Tóbájíshchíní), podučavala je ljude umjetnosti tkanja i poljoprivrede, a pojavljuje se u mnogim legendama i narodnim pričama kako bi "spasila dan", zaštitila nevine i vratila sklad svijetu.